# Comandant en cap

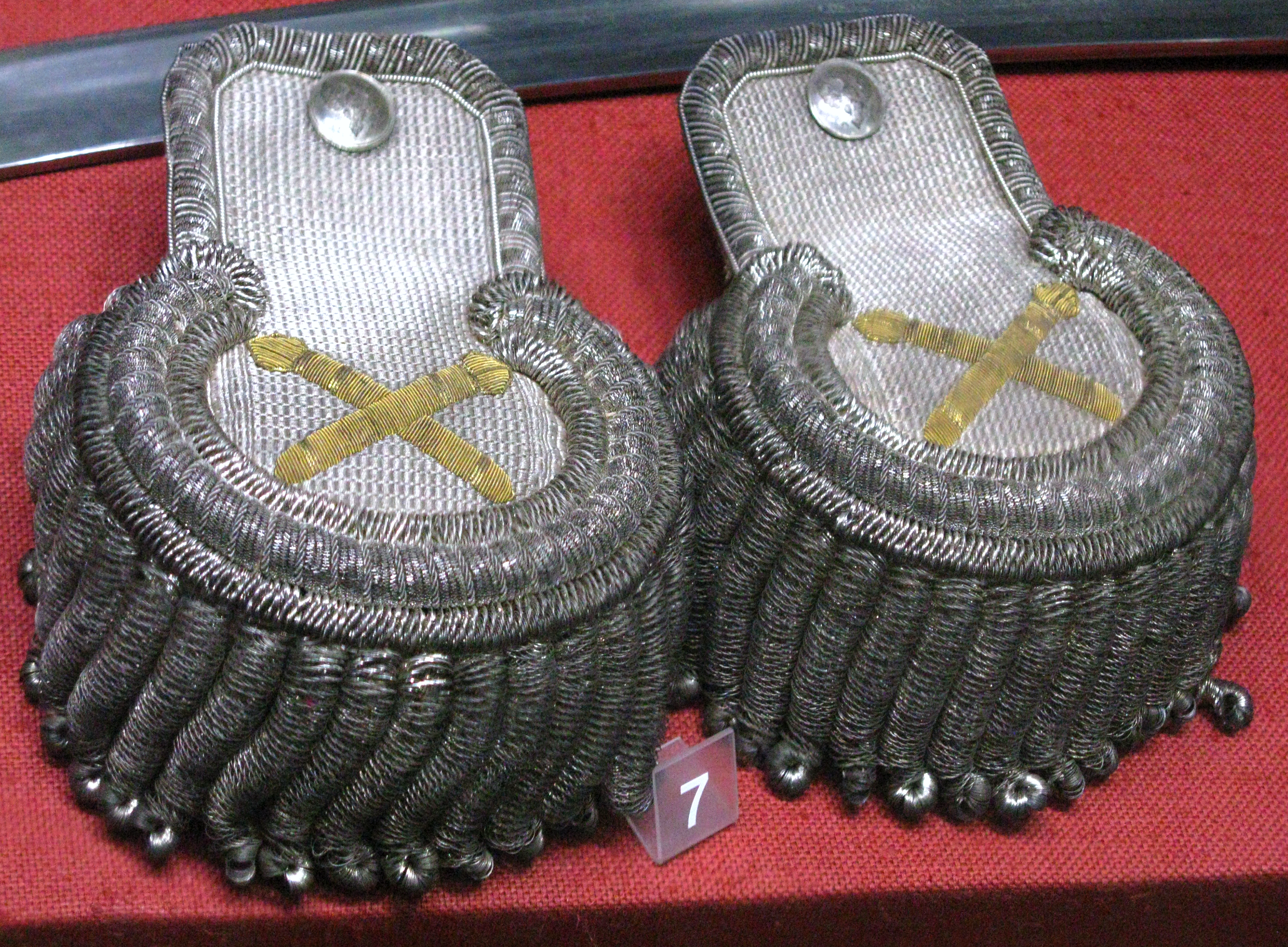
Unes xarreteres
de Comandant en cap de les forces armades poloneses a la primera meitat del.

El comandant en cap és la persona que exerceix l'autoritat de comandament suprema de les forces armades d'un estat o ho fa en elements significatius d'aquestes forces. En aquest segon cas, l'element de la força pot ser definit com aquelles forces dins d'una regió particular o aquelles forces les quals es poden associar per la seva funció. En termes pràctics, es refereix a les competències militars que resideixen en el cap d'estat o cap del govern. sovint, un comandant en cap donat d'un país no cal que sigui un oficial comissionat o, fins i tot, un militar veterà i es pot donar el control civil dels militars quan així ho requereixi una constitució.

## Algunes situacions de comandants en cap

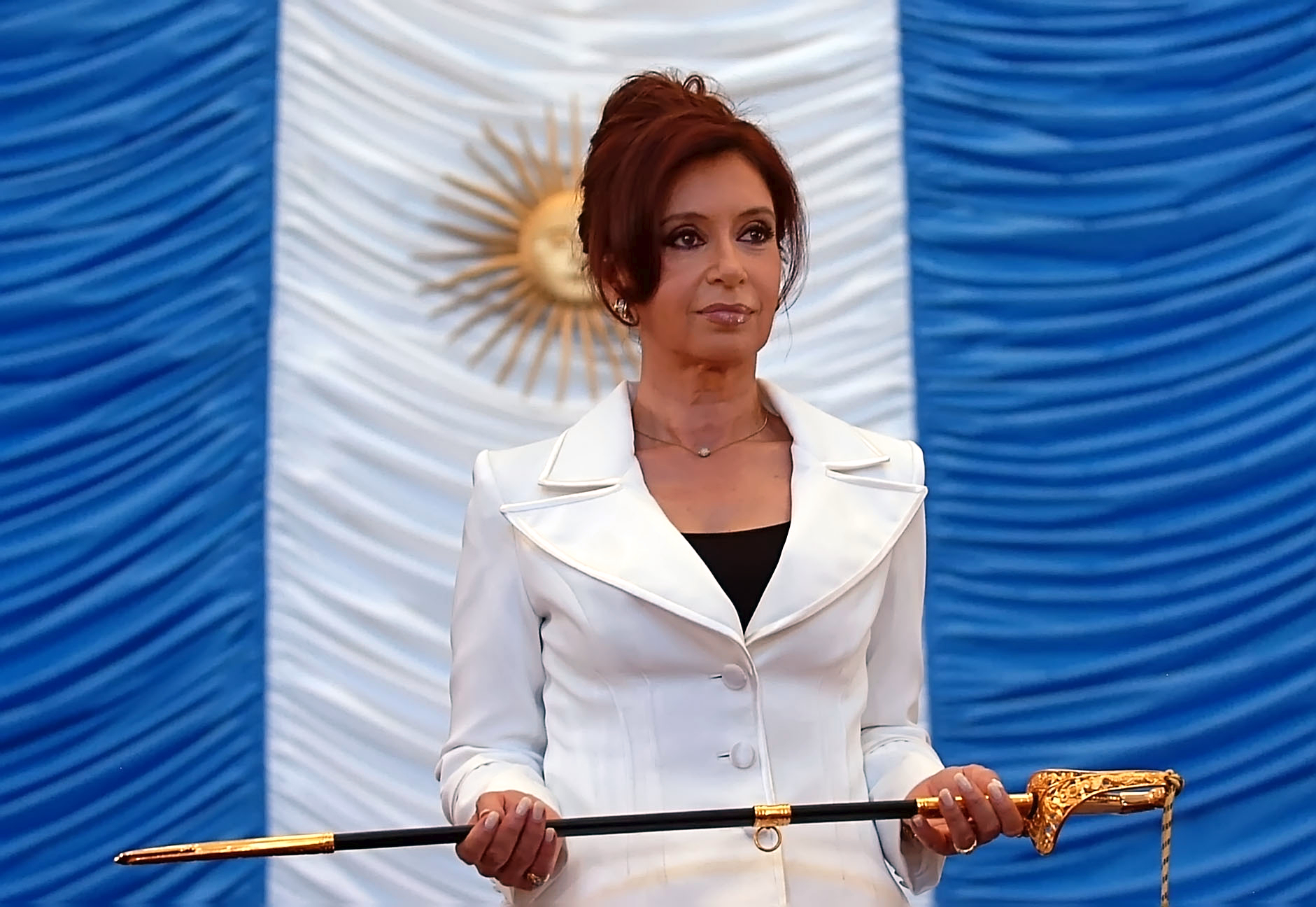
Cristina Fernández, presidenta de l'Argentina, i com a tal comandanta en cap.

- Dins l'OTAN i la Unió Europea, el terme Chief of Defence (cap de la defensa, CHOD) normalment es fa servir com terme genèric pels comandants militars de més alt grau de l'OTAN i els Estats membres de la UE, sense tenir en compte el seu títol real.
- Segons la Constitució de l'Argentina el president del país és el "Commandant en cap de totes les Forces Armades de la nació". Per tant, ho és la presidenta Cristina Fernández, des del 2007 i fins que s'acabi el seu mandat.
- A França, el president de la República francesa, actualment (el 2015), François Hollande té el títol de "Chef des Armées" ("Cap de les Forces Armades"), que ostenta des del 2012 quan va ser elegit. És a més l'única autoritat competent per usar les armes nuclears.

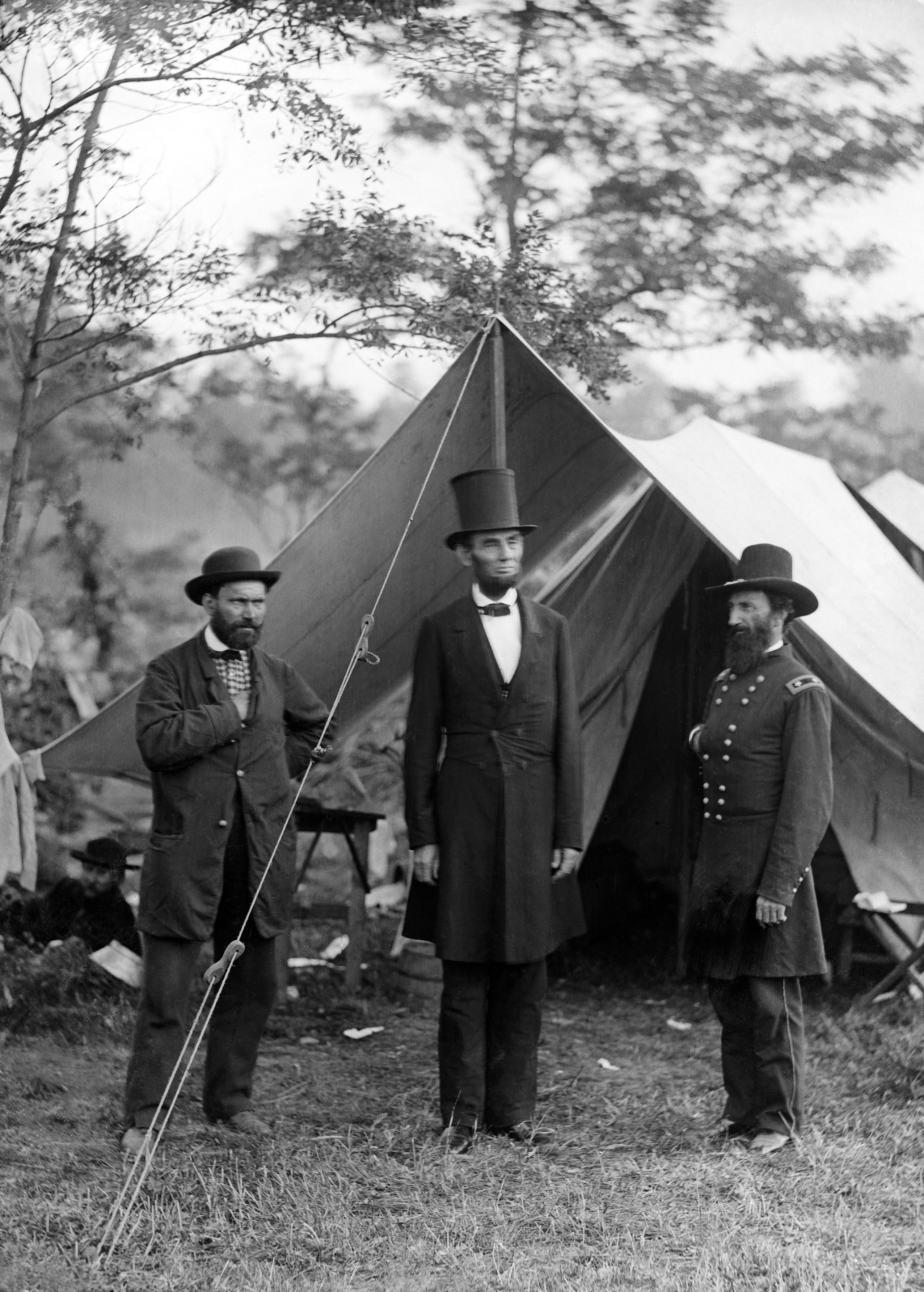
El President Abraham Lincoln, com a comandant en cap de les forces armades dels EUA, amb els generals Allan Pinkerton i John McClernand després de la batalla d'Antietam, el 1862.

- A Itàlia, la seva constitució estableix que el president de la república és el comandant de les forces armades i el president del consell suprem de defensa[1]; tanmateix, com que el president no té un poder executiu directe, és el primer ministre d'Itàlia i el ministre de Defensa els que realment tenen el control de les forces armades; el president reté un paper de supervisió.
- A Espanya, el rei, actualment (el 2015) Felip VI, és Comandant en cap suprem de les Forces Armades espanyoles.
- Als Estats Units d'Amèrica, segons la constitució, el President és el comandant en cap de les Forces Armades del país.[2]